# Jack van Bebber
Jack van Bebber   (Perry, 27 de juliol de 1907 - comtat de Noble, 13 d'abril de 1986) va ser un lluitador estatunidenc, especialista en lluita lliure, que va competir durant les dècades de 1920 i 1930.
El 1932 va prendre part en els Jocs Olímpics d'Estiu de Los Angeles, on guanyà la medalla d'or en la competició del pes wèlter del programa de lluita lliure. En el seu palmarès també destaquen tres campionats de l'AAU i tres de l'NCAA.